# 林慶彰
林慶彰（1948年10月29日—），臺灣學者，臺南七股人，專長經學、圖書文獻學、日本漢學，現任中央研究院中國文哲研究所研究員、東吳大學中國文學系兼任教授。

## 經歷
民國三十七年，林先生出生於臺南縣七股鄉玉成村的務農家庭。民國五十八年，考上東吳大學中國文學系，對國學產生濃厚的興趣；後因閱讀屈萬里著書《書傭論學集》，雖然對書中內容仍有不解之處，卻讓他感受強大的吸引力，使他立下想要研究經典的決心，並立定師從屈先生。
民國六十三年，東吳大學中文系成立研究所，聘請屈萬里等多位國學大師任教，林先生轉而報考母校的中研所，以第二名的成績錄取並保留學籍，於六十四年八月退伍。九月入學後，開始跟隨屈先生研究經學。他的碩士論文《豐坊與姚士粦》、博士論文《明代考據學研究》，均推進了當時學術界的研究論述。碩士論文完成之後，甚至得到屈萬里讚賞「打破三百年來成說」，也成為他今後從事學術研究的重要支柱。
民國七十八年八月，中央研究院成立中國文哲研究所籌備處。籌備處主任吳宏一先生非常欣賞林先生，建議他申請文哲所。民國七十九年五月，中國文哲研究所諮詢委員會通過他的申請，同年八月正式轉任中國文哲研究所經學組，從事研究工作，直到今日。他在文哲所經學組統籌多次重要的學術會議與活動，致力於推動研究人員與國外學者之交流，並策劃、點校出版多部經學家之著作集。目前，林先生之研究範圍，由「中國經學」延伸至「抗戰時期」、「文化大革命前十七年」等時期之經學研究。在臺灣的經學研究方面，目前正在梳理「清領」、「日治」時期的臺灣經學研究成果。對於推動臺灣的經學研究，可說是不遺餘力，其學術影響力也遍及兩岸。　　　　　　　　　

## 獲獎
- 中華民國教育部青年研究著作獎（1982）
- 行政院國家科學委員會優等研究獎（1990、1993）
- 中國詩經學會特殊貢獻獎（1999）
- 國立成功大學法鼓人文講座（2006.3）
- 北京清華大學法鼓人文講座（2006.6）
- 香港浸會大學中國傳統文化中心經學名師講座（2008.1）
- 中國社會科學院歷史研究所訪問學人專題講座（2009.12）

## 著作

### 專書著作
- 《明代考據學研究》  臺北市  臺灣學生書局  612頁  1983年7月
- 《圖書文獻學研究論集》  臺北市  文津出版社  485頁  1990年1月
- 《清初的群經辨偽學》  臺北市  文津出版社  450頁  1990年3月
- 《明代經學研究論集》  臺北市  臺灣學生書局  381頁  1994年5月
- 《國學概要（上、下）》  臺中市  大同資訊  122頁；142頁  2000年8月；2009年2月
- 《學術論文寫作指引》  臺北市  萬卷樓圖書公司  400頁  1996年9月
- 《讀書報告寫作指引（與劉春銀合著）》  臺北市  萬卷樓圖書公司  315頁  2001年11月
- 《清代經學研究論集》  臺北市  中央研究院中國文哲研究所  508頁  2002年8月
- 《學術論文寫作指引（第二版）》  臺北市  萬卷樓圖書公司  435頁  2011年9月
- 《偽書與禁書》  臺北市  華藝學術出版  174頁  2012年11月
- 《中國經學研究的新視野》  臺北市  萬卷樓圖書公司  221頁  2012年12月

### 主編、編輯
◎研究論集
- 《屈萬里先生文存（與劉兆祐合編）》  臺北市　聯經出版　6冊　1985年2月
- 《蔡元培張元濟往來書札》  臺北市　中央研究院中國文哲研究所籌備處　1990年6月
- 《楊慎研究資料彙編（與賈順先合編）》  臺北市　中央研究院中國文哲研究所籌備處　2册　1992年10月
- 《李光筠先生紀念集（與邱元昌合編）》  臺北市　萬卷樓圖書公司　252頁　1992年9月
- 《中國經學史論文選集》  臺北市　文史哲出版社　2册　1992年10月、1993年3月
- 《中國文化新論學術篇－－浩瀚的學海》  臺北市　聯經出版　585頁　1981年12月
- 《詩經研究論集（一）》  臺北市　臺灣學生書局　510頁　1983年11月
- 《詩經研究論集（二）》  臺北市　臺灣學生書局　549頁　1987年9月
- 《姚際恆研究論集（與蔣秋華合編）》  臺北市　中央研究院中國文哲研究所籌備處　3册　1996年6月
- 《明代經學國際研討會論文集（與蔣秋華合編）》  臺北市　中央研究院中國文哲研究所籌備處　625頁　1996年6月
- 《日據時期臺灣儒學參考文獻》  臺北市　臺灣學生書局　2册　2000年10月
- 《朱彝尊《經義考》研究論集（與蔣秋華合編）》  臺北市　中央研究院中國文哲研究所籌備處　2冊　2000年9月
- 《陳奐研究論集（與楊晉龍合編）》  臺北市　中央研究院中國文哲研究所籌備處　638頁　2000年12月
- 《清代揚州學術研究（與祁龍威合編）》  臺北市　臺灣學生書局　2冊　2001年4月
- 《專科目錄的編輯方法》  臺北市　臺灣學生書局　228頁　2001年9月
- 《啖助新春秋學派研究論集（與蔣秋華合編）》  臺北市　中央研究院中國文哲研究所　639頁　2002年9月
- 《近代中國知識分子在臺灣（與陳仕華合編）》  臺北市　萬卷樓圖書公司　2冊　2002年10月
- 《近代中國知識分子在日本》  臺北市　萬卷樓圖書公司　3冊　2003年7月
- 《日治時期臺灣知識分子在中國》  臺北市　臺北市文獻委員會　316頁　2004年12月
- 《學術資料的檢索與利用》  臺北市　萬卷樓圖書公司　395頁　2003年3月
- 《乾嘉學者的義理學（與張壽安合編）》  臺北市　中央研究院中國文哲研究所　2冊　2003年2月
- 《五十年來的經學研究》  臺北市　臺灣學生書局　353頁　2003年5月
- 《通志堂經解研究論集（與蔣秋華合編）》  臺北市　中央研究院中國文哲研究所　2冊　2005年8月
- 《近現代新編叢書述論》  臺北市　臺灣學生書局　507頁　2005年9月
- 《中國歷代文學總集述評》  臺北市　萬卷樓圖書公司　583頁　2007年10月
- 《當代新編專科目錄述評》  臺北市　臺灣學生書局　341頁　2008年10月
- 《首屆國際《尚書》學學術硏討會論文集（與錢宗武合編）》  臺北市　萬卷樓圖書公司　575頁　2012年12月
- 《文革時期評朱熹（與蔣秋華合編）》  臺北市　萬卷樓圖書公司  2冊  2012年12月
- 《正統與流派 : 歷代儒家經典之轉變（與蘇費翔合編）》  臺北市　萬卷樓圖書公司  648頁  2013年1月

◎經學研究論叢
- 《經學研究論叢　第1輯》  桃園縣中壢市　聖環圖書公司　391頁　1994年4月
- 《經學研究論叢　第2輯》  桃園縣中壢市　聖環圖書公司　403頁　1994年10月
- 《經學研究論叢　第3輯》  桃園縣中壢市　聖環圖書公司　399頁　1995年4月
- 《經學研究論叢　第4輯》  桃園縣中壢市　聖環圖書公司　395頁　1997年4月
- 《經學研究論叢　第5輯》  臺北市　臺灣學生書局　359頁　1998年8月
- 《經學研究論叢　第6輯》  臺北市　臺灣學生書局　365頁　1999年6月
- 《經學研究論叢　第7輯》  臺北市　臺灣學生書局　379頁　1999年9月
- 《經學研究論叢　第8輯》  臺北市　臺灣學生書局　389頁　2000年9月
- 《經學研究論叢　第9輯》  臺北市　臺灣學生書局　331頁　2001年1月
- 《經學研究論叢　第10輯》  臺北市　臺灣學生書局　343頁　2002年3月
- 《經學研究論叢　第11輯》  臺北市　臺灣學生書局　485頁　2003年6月
- 《經學研究論叢　第12輯》  臺北市　臺灣學生書局　429頁　2004年12月
- 《經學研究論叢　第13輯》  臺北市　臺灣學生書局　397頁　2006年3月
- 《經學研究論叢　第14輯》  臺北市　臺灣學生書局　405頁　2006年12月
- 《經學研究論叢　第15輯》  臺北市　臺灣學生書局　435頁　2008年6月
- 《經學研究論叢　第16輯》  臺北市　臺灣學生書局　405頁　2009年5月
- 《經學研究論叢  第17輯》  臺北市　臺灣學生書局　488頁　2009年12月
- 《經學研究論叢  第18輯》  臺北市　臺灣學生書局　450頁　2010年9月
- 《經學研究論叢  第19輯》  臺北市　臺灣學生書局　452頁　2011年11月
- 《經學研究論叢  第20輯》  臺北市　臺灣學生書局  516頁  2013年1月

◎經學目錄
- 《經學研究論著目錄（1912-1987）》  臺北市　國立中央圖書館漢學研究中心　2册　1989年12月
- 《經學研究論著目錄（1988-1992）》  臺北市　國立中央圖書館漢學研究中心　2册　1995年6月
- 《經學研究論著目錄（1993-1997）（與陳恒嵩合編）》  臺北市　國家圖書館漢學研究中心　3冊　2002年4月
- 《朱子學研究書目（1900-1991）》  臺北市　文津出版社　218頁　1992年5月
- 《乾嘉學術研究論著目錄（1900-1993）》  臺北市　中央研究院中國文哲研究所籌備處　334頁　1995年5月
- 《晚清經學研究文獻目錄（1912-2000）（與蔣秋華合編）》  臺北市　中央研究院中國文哲研究所　2006年10月
- 《日本研究經學論著目錄（1900-1992）》  臺北市　中央研究院中國文哲研究所籌備處　878頁　1993年10月
- 《日本儒學研究書目（與連清吉、金培懿合編）》  臺北市　臺灣學生書局　2冊　1998年7月

◎國際漢學論叢
- 《國際漢學論叢　第1輯》  臺北市　樂學書局　362頁　1999年7月
- 《國際漢學論叢　第2輯》  臺北市　樂學書局　414頁　2005年2月
- 《國際漢學論叢　第3輯》  臺北市　樂學書局　409頁　2007年6月

◎經學家著作集
- 《姚際恆著作集》  臺北市　中央研究院中國文哲研究所籌備處　6冊　1994年6月
- 《二十七松堂集（與林子雄合編）》  臺北市　中央研究院中國文哲研究所籌備處　4冊　1995年6月
- 《點校補正經義考（編審）》  臺北市　中央研究院中國文哲研究所籌備處　8册　1997年6月-1999年8月
- 《汪中集（編審）》  臺北市　中央研究院中國文哲研究所籌備處　2000年3月
- 《蘇輿詩文集（與蔣秋華合編）》  臺北市　中央研究院中國文哲研究所　277頁　2005年11月
- 《李源澄著作集（與蔣秋華合編）》  臺北市  中央研究院中國文哲研究所  4冊  2008年12月
- 《張壽林著作集 : 續修四庫提要稿（與蔣秋華合編）》  臺北市  中央研究院中國文哲研究所  4冊  2009年12月
- 《張壽林著作集 : 古典文學論著（與蔣秋華合編）》  臺北市  中央研究院中國文哲研究所  2冊  2009年12月

◎叢書
- 《民國時期經學叢書  第1-4輯》 臺中市  文听閣圖書公司  2008年9月-2009年9月
- 《民國文集叢刊  第1編》 臺中市  文听閣圖書公司  150冊  2008年12月
- 《民國時期哲學思想叢書  第1編》 臺中市  文听閣圖書公司  120冊  2010年4月
- 《晚清四部叢刊  第1-10編  經部》  臺中市  文听閣圖書公司  2010年11月-2013年5月
- 《中國學術思想研究輯刊  第1-16編》  臺北縣  花木蘭文化出版社  2008年9月-2013年3月

◎翻譯
- 《經學史（與連清吉合譯）》  臺北市　萬卷樓圖書公司　310頁　1996年10月
- 《論語思想史（松川健二編）》  （與金培懿、陳靜慧、楊菁合譯）  臺北市　萬卷樓圖書公司　676頁　2006年2月